# Вишестеблієвське сільське поселення
Вишесте́блієвське сільське́ посе́лення (рос. Вышестеблиевское сельское поселение) — муніципальне утворення у складі Темрюцького району Краснодарського краю, Російська Федерація. Адміністративний центр — станиця Вишестеблієвська.

## Географічне положення
Сільське поселення розташоване в центрі Таманського півострова. На півдні має вихід до лиманів Цокур та Кизилтаського. На сході межує із Старотітаровським сільським поселенням, на півночі — із Сінним, на заході — із Новотаманським сільським поселенням.

## Населення
Населення — 5767 осіб (2010).

## Склад
До складу поселення входять такі населені пункти:
| Населений пункт           | Населення, осіб (2010) |
| ------------------------- | ---------------------- |
| Виноградний, селище       | 1988                   |
| Вишестеблієвська, станиця | 3779                   |

## Господарство
У поселенні розвинене сільське господарство, в основному виноградарство та виноробство. Поширене рибальство та рибництво.
Через територію поселення проходить автодорога Старотітаровська — Тамань та залізниця до порту Кавказ. На останній в межах станиці знаходиться залізнична станція Вишестеблієвська.